# 유비트 코피어스
유비트 코피어스(jubeat copious)는 코나미의 비마니 시리즈에 속하는 리듬액션 게임으로, 유비트 니트의 후속작이다. 역대 유비트시리즈중 212곡이라는 최다 악곡이 수록되었다. 이번 작품의 테마는 '전도'로 대전을 통해 악곡과 호칭 등을 전도(해금)할 수 있는 시스템이다. 2011년 9월 15일 일본에서 발매되었으며, 한국에서는 2011년 9월 27일부터 가동 되었다. 또한, 같은 사의 게임인 리플렉 비트처럼 e-amusement pass 카드를 올려놓기만 해도 로그인이 가능하다.

## 전작과 다른점
- 카드인식이 터치로 바뀜
- 기존의 울을모아 티셔츠를 짜는 해금에서 연료를 모아 목적지까지 도달하는 '코피어스 트레블'로 변경
- 전도해금 시스템추가 로컬매칭이나 (오늘의, 여기만, 지금만)챌린지곡 또는 온라인매칭으로 곡을 플레이 해서 해금할 수 있음 대상곡은 일부 특수해금곡 전작의 해금곡
- 코피어스 트레블중 UFO와 만나게 되는데 칭호파츠나 전작해금곡을 해금할 수 있도록 도와줌
- 니트의 동물그림으로 나타낸 유빌리티에서 외계인모습의 유빌리티로 변경
- 아나운서 보이스가 남성에서 다시 여성으로 변경
- 배경셔터가 위아래로 열리는 형태에서 사방으로 벌어지는 형태로 변경
- '칭호파츠'로 칭호를 커스터마이즈 할 수 있음(단, 파셀리 결제후 사용가능)
- 라이벌등록이 1명까지 무료화 (단, 파셀리 결제시 3명까지 라이벌선택 가능)
- 유비트 구룹, 대회참가등을 할 수 있음